# Probie al Bizanțului
Probie al Bizanțului (în greacă Πρόβος, transliterat: Probos; n. secolul al III-lea d.Hr. – d. 306 d.Hr.) a fost episcop al Bizanțului, slujind pentru treisprezece ani, din 293 și până la moartea sa în 306. Acesta a fost fiul lui Dometie, un fost episcop al orașului, frate al împăratului roman Probus, de la care i se trage probabil și numele. Probie a slujit sub domniile împăraților Dioclețian și Galerius. 
Probie l-a urmat pe Rufin și a fost urmat de fratele său, Mitrofan.